# Epidendrum fusiforme
Epidendrum fusiforme är en orkidéart som först beskrevs av John Lindley, och fick sitt nu gällande namn av Heinrich Gustav Reichenbach. Epidendrum fusiforme ingår i släktet Epidendrum och familjen orkidéer. Inga underarter finns listade i Catalogue of Life.